# Ottengrün (Bösenbrunn)
Ottengrün ist ein Ortsteil der Gemeinde Bösenbrunn im sächsischen Vogtland.

## Geographie
Das Dorf liegt nahe der Grenze zu Bayern und südlich der Talsperre Dröda im Tal des Ottengrüner Baches, der unweit südlich des Ortes entspringt. Die Umgebung ist landwirtschaftlich geprägt, aber recht hängig.

## Geschichte

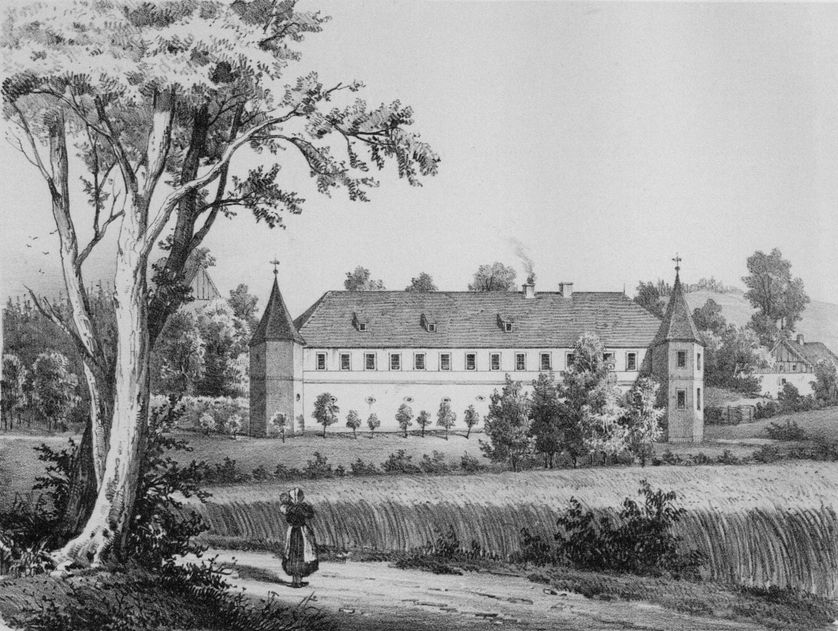
Rittergut Ottengrün – um 1850

Der deutschstämmige Ortsname Ottengrün bedeutet wahrscheinlich „Rodung eines Ottos“. Der Ort wurde 1400 in einer Urkunde des Markgrafen Wilhelm von Meissen erwähnt, der einen Albert Tosel mit einem Gut in Ottengrün nebst 4 Untertanen belehnt. Zweifelsohne hatte jedoch bereits zuvor das einst mächtige Adelsgeschlecht von Sack Besitzungen vor Ort, da das Schloss im benachbarten Sachsgrün als deren Stammsitz gilt. 1430 kam es in der Gegend zu Hussiteneinfällen. Nach den von Sack besaßen Ottengrün die Herren von Pöllnitz. Im 16. Jahrhundert war die Familie von Tettau Besitzer. Im Mai 1525 beteiligten sich die Ottengrüner Bauern am Bauernaufstand, zogen nach Plauen, gaben jedoch nach 5-tägigen Verhandlungen auf.
Bis 1529 gehörte Ottengrün, wie einige umliegende Orte zum Markgraftum Brandenburg-Kulmbach. In einem Tauschvertrag zwischen Georg von Brandenburg einerseits und Johann von Sachsen andererseits wurde das Gebiet an das Kurfürstentum Sachsen abgetreten. Der Ort gehörte dann bis ins 19. Jahrhundert zum Amt Voigtsberg.
Die größten Verheerungen richtete der Dreißigjährige Krieg an. Von Hof kommend zog General Holk mit seinem 16.000 Mann starken Heer am 11. August 1632 in Richtung Oelsnitz und plünderte, mordete und brandschatzte. 1633 kam Holk letztmals in die Gegend, denn er verstarb unweit, im Rittergut zu Troschenreuth, am 9. September an der Pest.
Ottengrün hatte einst eine Ringwallanlage, deren Wassergraben bis in die 1960er Jahre Bestand hatte. 1494 tauchte erstmals urkundlich ein Vorwerk auf, welches später zu einem Rittergut wurde. Das nach dem Dreißigjährigen Krieg errichtete stattliche Herrenhaus mit achtseitigen Ecktürmchen wurde 1949 abgerissen, obwohl es unter Denkmalschutz stand. 1954 geriet der Ort aufgrund der Grenznähe zu Bayern in die 5-km-Sperrzone und war bis 1989 nur noch mit Passierschein zu erreichen. 1994 schloss sich das Dorf mit Bösenbrunn, Bobenneukirchen und Schönbrunn zur Gemeinde Bösenbrunn zusammen.

## Entwicklung der Einwohnerzahl
| Jahr | Einwohnerzahl                             |
| ---- | ----------------------------------------- |
| 1542 | 11 besessene Mann, 3 Inwohner             |
| 1764 | 14 besessene Mann, 1 Gärtner, 2 1/5 Hufen |
| 1834 | 171                                       |
| 1871 | 188                                       |

| Jahr | Einwohnerzahl |
| ---- | ------------- |
| 1890 | 148           |
| 1910 | 154           |
| 1925 | 137           |
| 1939 | 132           |

| Jahr | Einwohnerzahl |
| ---- | ------------- |
| 1946 | 177           |
| 1950 | 154           |
| 1964 | 108           |
| 1990 | 84            |

## Öffentlicher Nahverkehr
Der Ort ist mit der vertakteten RufBus-Linie 54 des Verkehrsverbunds Vogtland an Oelsnitz angebunden.